# ヒュートヒェン

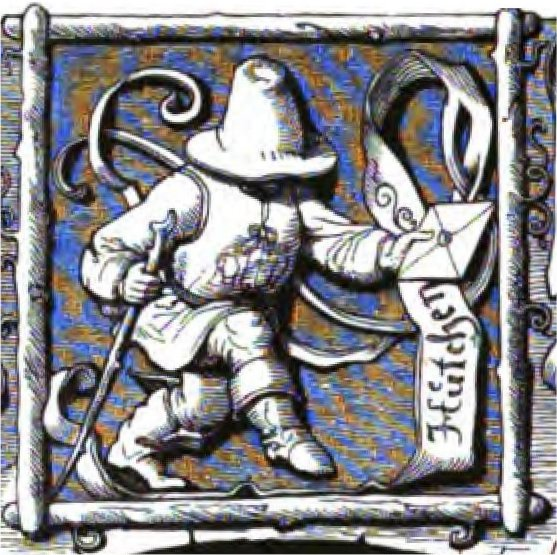
ヒュートヒェン―アドルフ・エアハルト画、ベヒシュタイン編（1853）『Deutsches Sagenbuch』第274話「Die Kobolde」挿画

ヒュートヒェン（ Hütchen、Hütgin, Hüdekin,、Hödekin 、Hödeken等）は、ドイツの民間伝承におけるコボルト（家の精）の一種。
名前は「小さな帽子」を意味する指小辞で、ふだん被っているという帽子から名付けられ、考察ではフェルト製のピレウス帽であるという。
有名な説話では、ニーダーザクセン州のヒルデスハイム司教領に坐したベルンハルト（ベルンハルドゥス）司教の城館に取りついた（異聞では精霊が獲得に一役買ったヴィンツェンブルクに住み着いた）。無礼を受けなければ、危害を加えることはないが、報復するときは殺人鬼と化す。厨房の小僧は、言葉ではからかい、行動では台所ゴミをひっかけたりしたため、寝込みを襲われ、そのバラバラ死体が火鍋にかけられた。露骨に迷惑がった料理長も、主人に出す肉料理にガマガエルの血や毒を混ぜられ、それでも懲りなかったので、ついに城の高みから堀に突き落とされて転落死した。
ある男が、冗談のつもりで「留守中、妻の身柄を頼む」、と精霊にことづけると、これを真に受け、妻が引き入れようとする間男を次々撃退した。また、無知無能な書記官が教会会議（シノド）に任命されると、これを助けゲッケイジュの葉などでできた奇跡の指輪を授け、めきめき知識をたくわえるようにした。最後的には、司教が呼ばれて、教会の言葉の力で祓魔され追い出された。

## 典拠
この説話は、史家ヨハンネス・トリテミウス著『ヒルデスハイム年代記 Chronicon Hirsaugiense』（1495–1503年）に記載され、1130年頃の史実と関連付けられている。説話はヨーハン・ヴァイヤー著『悪霊の幻惑 De praestigiis daemonum』のドイツ訳版（1586年）に転載され（1563年のラテン語初版には欠ける）、一躍有名となった。 ジョゼフ・リットソン（1831刊、1800年頃の作）が、 トリテミウスの記述をヴァイヤーを介して英語に訳している。
また、複数の典拠を合成した再話が、グリム兄弟『ドイツ伝説集』所収第74話「Hütchen」である。邦訳では、第75話「帽子小僧」（鍛治哲郎／桜沢正勝 訳、鳥影社、2022年）や第75話「ヒュートヒェン─小帽子どの」（吉田孝夫 訳、八坂書房、2021年）がある。トーマス・ロスコ―が再話を英訳（1826年）。
グリム兄弟が用いた典拠には、口承伝承もあり、上述のヴァイヤーのほか、ヨハネス・プレトリウス（1666年）、 エラスムス・フランチスキー（1690年）ほかが含まれる。
抄録としてはトマス・カイトリーが『フェアリー神話学』（1828年）に「Hödeken」の章を設けている。また、ハインリヒ・ハイネ著『ドイツの宗教と哲学の歴史について』でも原典を引いて解説しており、その英訳も刊行されている 。
ヨハン・コンラート・シュテファン・ヘーリング（1687–1733）は、『ヒルデスハイム司教領の紹介[等] Einleitung [etc.] des Hoch=Stiffts Hildesheim』（1730刊）で、最初の10章をヨハンネス・レッツナーによる『ヒルデスハイム修道院年代記 Chronicon monasterium hildesiense』より採取したとしており、「ヘーデッケン」（Hödecken）はヴィンツェンブルク（史実・伝説ともヒルデスハイム司教領に加わった地）に居着いていた、と序章に述べている。
口承の民話例として、舞台をヴィンツェンブルクとした「小帽子もちのハンス Hans mit dem Hütchen」がクーン、シュヴァルツ共編『北ドイツの伝説』（1848年）に所収されており、厨房小僧の殺害の段も含まれる（ § 厨房殺人;  § ヴィンツェンブルクの口承譚参照）。

## 語釈
この精霊は、最古級のラテン語の文献（トリテミウス）では「帽子（をかぶった者）」（pileatus）と呼ばれ、ドイツ語名がヒュートギン（ Hütgin）、"ザクセン語形"がヒューデキン（ Hüdekin）と付記され、これを転載したヴァイヤーのドイツ訳では"ザクセン語形"がヘデッキン（Hedeckin）に変じ、フランチスキーはニーダーザクセン方言形を「ヘーデケッケン」（Hödekecken）、標準形を「フトゲン」（Hudgen）またはヒュートヒェン（Hütchen）とした 。
プレトリウスは「ヘーデキン」（Hödekin）とする。グリムは「ヘーデケン」（"Hödeken"）とするが、これはニーダーザクセン方言の脚韻詩の用例からとられる。カイトリー英文もこれに倣って"Hödeken"を使うが、英語風に言い直せば "Hatekin" か "Little Hat"であろう、と付記している、ただし、1850年版の索引では "Hödekin" に訂正されている。
原典資料の説明では、農夫の衣服を着、頭に帽子を被っているがゆえにザクセン方言では「ヒューデキン」（Hüdekin）、「ヘデッキン」（Hedeckin）、「ヘーデキン」（Hödekin）)。ヴィール (Wyl)は、ラテン語の形容詞 pilleatus から「フェルト帽」（Filzkappe）が特定できるとしており、グリムの伝説集でも「フェルト帽」（Filz-hut）としている。
ヘーリング（1730年）には、色々な綴りの記述がみられる： Hödecken; Heidecke, Hoidecke, Hödecke: Heideke, Hödeke, Heideken 。
『リューネブルク年代記』（Chronicon Luneburgicum、1421年まで）では "VVinsenberch Hoideke"とあるが、コンラート・ボーテ著『ブラウンシュワイク図解年代記』（仮訳題名、原題: Bothonis Chronica Brunswicenses Picturatum、1489年）では、精霊の名は「ボデッケ」（Bodecke）とみえる。

## 時代背景
ラテン語の史書の記述について、ヒューヒェンの出現した家屋をヒルデスハイム修道院（Stift Hildesheim）とする解釈がみえるが、これは ヒルデスハイム司教領（Hochstift Hildesheim）を指すものと考えられる。ラテン文献では司教の「宮廷」（ラテン語: curia） という言い回しがされ、司教はヴィンツェンブルク（ニーダーザクセン州ヒルデスハイム地区）の異変を精霊よりいち早く伝えられ、これを制圧して司教区に収めたとされる。しかしグリム伝説集では、これとは異なる色恋沙汰まじりの経緯を収録している （以下参照）。
史実をみると、ヴィンツェンブルクが転封になったいきさつは、ヴィンツェンブルクに封じられていたヘルマン1世 (ヴィンツェンブルク伯)が、1130年頃ブルハルト1世 (ロックム伯)を殺害し、ヘルマンは平和喪失者（geächtet）処分となり、ヴィンツェンブルク所領の剥奪を受けた。多くの資料では、遺族側がヴィンツェンブルクを奪おうと蜂起し略奪をはじめたが、精霊の知らせで司教が出し抜き伯爵領を制圧し、皇帝のゆるしを受けて司教領に併呑させた。

## 伝説
ヒュートギン（史書表記）という精霊は、ヒルデスハイム司教区の多くの者に姿を見られていた。現れて、または姿が隠れた不可視なままで、人々に親しげになれなれしく語りかけた。田舎者のいでたちで、帽子を被っていた。先制して危害を加えることはない。だが、報復するとなれば徹底して容赦はなかった。
ヒュートギンの注進により、ベルンハルト司教（Bernard、Bernhardus）はヴィンツェンブルク伯爵領をヒルデスハイム教会領に併合した（上述）。グリム版では、コンラート・ボーテ著『ブラウンシュワイク図解年代記』にあるいきさつを転載している。これによれば、ヘルマン伯爵に妻を寝取られた配下の騎士が、貴族の面目にかけて相手の血を見ないと恥は注げないと思い込み、恨みをぶちまけた勢いで伯爵を刺し殺し、とがめた懐妊中の伯爵夫人も刺した。伯爵の血統が途絶えて断絶した。この領地が統治者のいない、がら空きになったと、精霊（「ボデッケ」Bodecke）が就寝中の司教に告げ、結果、ヴィンツェンブルクとアルフェルトが司教領に加わった。

### 厨房殺人

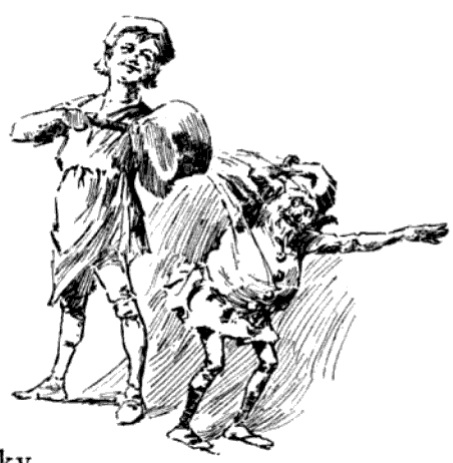
ヒルデスハイムのコボルト―ウィリアム・A・マッカロー（画）。エヴァンズ『Nymphs, Nixies and Naiads』（1895年）所収

司教の宮廷（城館）では、この精霊が、しばしばその存在を顕現させ、特に厨房で、なにかと奉仕した。 そして親しげに語りかけるので、皆ども慣れてしまい恐れなくなった。すると厨房の小僧がつけあがり、精霊を言葉でからかうばかりか、ことあるごとに台所の汚物を投げつけていじめた。精霊は復讐を約し、キッチン小僧の寝込みを襲って扼殺し、死体をバラバラに刻んで鍋にいれ火にかけて置いておいた。料理人（料理長）は、精霊が訴えても小僧をしつけなかったくせに、悪趣味な悪戯だといわんばかりにけなしたので、精霊の癇に障り、次の標的になった。精霊は料理人が主人に出すはずの肉料理にヒキガエルの血や毒を混ぜた。料理人は態度を改めないので、ついに城館の渡り橋の高みから突き落とされ、下の堀に転落して死亡した。
ガマ毒の混入や連続殺人のあと、城郭都市の周囲壁や、城に配置された夜警は警戒態勢に入った。精霊が、次はいよいよ司教の住まいに放火しないか、疑心暗鬼になっていたという付記もある。
小僧の殺害を題材に、「Bishop of Hildesheim's Kitchen-boy」（1895年）と題した童謡風の韻文詩を、アメリカの女流詩人M・A・B・エヴァンズが作している。

### 人妻守り
ヒルデスハイムの住民の男が、出張するので留守中、妻の身柄を頼む、と精霊に（冗談交じりに）告げるとヒュートギンは真に受けて、この人妻が愛人を次々と引き込もうとするのを、あいだに割って入ってそのつど阻止した。あるいは恐ろしいものに変化し、床に叩きつけ、不倫の相手たちを追い払った。亭主が帰還すると、女を守る苦労はザクセン中の豚の面倒をみるよりまして大変だった、とぼやいた。
この小話は、ラテン語史書をはじめ、各資料にみつかる。その類話として、ヤコプ・フォン・ヴィトリ（ ジャック・ド・ヴィトリ、1240年没）による「妻守り」に関する説教説話が挙げられている。その内容は、男が妻の浮気に愛想をつかし、聖ヤコブ巡礼に行くと出て行ってしまう。去り際に、「おまえを悪魔によろしく頼むから、せいぜいな」、というような捨て台詞を吐く。すると本当に悪魔がやってきて、浮気相手たちを追い払いつづけた。男が帰ってくると、悪魔は「野生の牝馬10頭飼い慣らすより手こずったぜ」、と音をあげる。

### 叡智の指輪
ある単純で暗愚な教会書記官が、分不相応に教会会議（シノド）に任命されたとき、ヒュートヒェンはこれを助け、ゲッケイジュの葉などでできた奇跡の環（指環）を与えた 。するとその者はだんだんと知識をたくわえるようになったという。
また類似の要素がある説話として、ラウジッツ北部（ニーダーラウジッツ）の「化け犬と月桂冠（Der geisterhafte Hund und der Lorbeerkranz）」が挙げられる。ただし、内容は、怪しげな黒犬に付きまとわれるようになった男が月桂冠を買うと、犬が去っていったという顛末である。

### 除霊
ベルンハルト司教は、しまいには "教会の譴責"（per censuras ecclesiasticas"）または祈祷呪文（Beschwörung）を以てして精霊を追い祓ったとされている。

### 黄金釘
ヒュートヒェンが貧乏な釘作りの鍛冶師を憐れんで、魔法の鉄塊を与えたという伝承もある。鉄塊の穴からひと巻きずつの突起物が出てきて、これをいくら切り取っても元の素材は減らなかったという。ヒュートヒェンはさらにはこの鍛冶師の娘に無尽のレースの反物をひと巻き授けたが、いくら裁断しても元は減らなかった。

### ヴィンツェンブルクの口碑
「小帽子もちのハンス」（仮訳題名、原題：Hans mit dem Hütchen または Hans met Häutken）では、精霊が言着いた場所をヴィンツェンブルクとするが、三部作の口承民話として収録される。第1では、精霊の名前の由来のもととなる赤い大帽子の部分か、帽子の赤い房飾りしか、ふだんは見えないとされている。全身を見たいとせがんだ厨房女中に、ハンスは地下蔵までこいと招待すると、そこには血だまりに子供が横たわっていた（これはコボルトに定番の話型・話素である）。第2では、ヴィンツェンブルクの厨房小僧が精霊を粗末にしてバラバラ死体にされ、第3ではヴィンツェンブルク伯の最期の報を伝えるため、精霊がレンシュティークを作り上げてヒルデスハイム司教に通達した、このためブラウンシュワイク勢をだし抜いてヴィンツェンブルクを手中にできた。

## 類型
僧ラウシュ（英語版はラッシュ）との関連性が指摘される。これは悪魔が修道僧になりすまして、厨房で働く一員として修道院にもぐりこむという粗筋の、15世紀末のドイツ版本で知られる説話である。この対比指摘は、現代では英文学研究家ジョージ・ライマン・キトレッジが再訪したが、つとにレジナルド・スコット著『魔女術の発見 Discoverie of Witchcraft』（1584年）がこの点を注意喚起している。
レジナルド・スコットはまた、「ハット」をかぶったヒュートヒェン（Hudgin）と、「フード」かむりの「ロビン・フッド」の関連性を指摘している。これも後年、トマス・クロフトン・クローカーが『Dublin Penny Journal』誌宛ての書簡において、「ロビン」は妖精の総称か定番名だが、「フッド」は被り物の「フード」で、ドイツのヒュートヒェン（"Hudikin or Hodekin"）に通じるという考察をしている。また、シドニー・リーも『英国人名事典』（DNB）で、ロビン・フッドは、本来は伝説上の森林の精霊のたぐいで、ゲルマン民話の精霊（"Hodeken"）の異形ではないか、と仮説している。

## 文学での言及
クリスティアン・アウグスト・ヴルピウス作の小説『侏儒 Der Zwerg』（1803年）に"Hüttchen"という侏儒（）が登場するが、正体はあくまであった。ヴルピウスはゲーテの義理の兄弟。